# 2011 au Nunavut
Chronologie du Nunavut
- 2007
- 2008
- 2009
- 2010
- 2011
- 2012
- 2013
- 2014
- 2015

Cette page concerne des événements d'actualité qui se sont produits durant l'année 2011 dans le territoire canadien du Nunavut.

## Politique
- Premier ministre : Eva Aariak
- Commissaire : Edna Elias
- Législature : 3e législature (en)

## Événements
- 15 mars : Adamee Komoartok (en) quitte ses fonctions du député territoriale de Pangnirtung.

- 6 avril : l'ancien premier ministre et président de l'Assemblée législature (en) Paul Okalik quitte ses fonctions du député territoriale d'Iqaluit Ouest pour se présenter sa candidature libérale fédéral dans la circonscription du Nunavut.

- 2 mai : le Parti conservateur de Stephen Harper obtient un gouvernement majoritaire à la suite de l'élection fédérale. Les résultats sont : 166 conservateurs, 103 néo-démocrates, 34 libéraux, 4 bloquistes et 1 vert. Dans la circonscription du territoire du Nunavut, la conservatrice Leona Aglukkaq est réélue pour un deuxième mandat avec 49,85 % du vote. Parmi ses trois adversaires : le libéral Paul Okalik avec 28,62 % des voix, le néo-démocrate Jack Hicks avec 19,44 % des voix et le vert Scott MacCallum avec 2,1 % des voix.

- 16 mai : James Arvaluk (en) quitte ses fonctions du député territoriale de Tunnuniq en raison du problème de sa santé.

- 31 mai : le député d'Iqaluit Centre Hunter Tootoo devient le septième président de l'Assemblée législature du Nunavut (en).

- 28 juillet au 7 août : jeux d’été de l’Est de l’Arctique (à Kuujjuaraapik)[1].

- 20 août : un Boeing 737-210C vol 6560 First Air de la compagnie First Air s'écrase dans la baie Resolute faisant 12 morts et 3 blessés[2].

- 12 septembre : pour la première fois au Nunavut, trois élections partielles sont prévues le même jour. Monica Ell l'emporte d'Iqaluit Ouest, Joe Enook l'emporte Tunnuniq et Hezekiah Oshutapik l'emporte Pangnirtung.

## Décès
- 18 ou 19 janvier : Jose Kusugak (en), politicien et épouse de l'ancienne commissaire du Nunavut Nellie Kusugak.
- 2 mars : Simeonie Amagoalik (en), sculpteur.